# Шахтёр (футбольный клуб, Макеевка, 1981)
«Шахтёр» — украинский футбольный клуб из города Макеевка Донецкой области. Основан в 1981 году под названием «Бажановец». В футбольных турнирах представлял макеевскую шахту им. В. М. Бажанова. С 1992 по 1999 годы выступал в чемпионате Украины. Наивысшее достижение — 9 место в первой лиге в сезоне 1995/96 гг.

## Прежние названия
- 1981—1995: «Бажановец»
- 1995—?: «Шахтёр»

## История
В 1981 году в Макеевке по инициативе комсомола шахты им. В.М. Бажанова производственного объединения «Макеевуголь» была создана футбольная команда «Бажановец». В том же году в клубном зачёте чемпионата Донецкой области она заняла первое место по второй группе и завоевала право играть в 1982 году среди лучших команд области. В сезоне 1982 года её основной состав занял первое место в первой группе чемпионата Донецкой области. В 1983 году «Бажановец» занял первое место в областном финальном турнире за право играть в первенстве Украинской ССР среди КФК. С 1984 года команда играла в первенстве Украины среди производственных коллективов. 
Успешными для команды были сезоны 1985 и 1986 годов. В 1985 году в первенстве Донецкой области «Бажановец» в клубном зачёте занял первое место, в 1986 году макеевцы снова стали чемпионами области. В 1987 году команда играла в финале Кубка области с «Югосталью» и только в дополнительное время уступила енакиевцам 1:3. Лучший результат «Бажановца» в чемпионатах республики — 4-е место в зоне в 1984 году.
После отделения от СССР в 1991 году, Украина основала собственную Федерацию футбола и начала проводить чемпионаты Украины. В 1992 году  «Бажановец» стартовал в соревнованиях переходной лиги, где занял первое место в своей подгруппе. В сезоне 1992/93 выступал во второй лиге, а в следующем сезоне занял первое место и получил путёвку в первую лигу. Летом 1995 года сменил название на «Шахтёр». После завершения осенней части сезона 1998/99, из-за задолженности по членским взносам в ПФЛ был лишён шести турнирных очков. Весной следующего года клуб отказался от последующего участия в соревнованиях первой лиги. Клуб был лишён профессионального статуса и в матчах весенней части турнира ему были засчитаны технические поражения (-:+).
«Шахтёр» стал любительской командой продолжил выступления в чемпионатах Донецкой области. В команде выступали в основном воспитанники собственной Детско-юношеской школы, которая является филиалом футбольной академии донецкого «Шахтёра». Через несколько лет команда окончательно исчезла.

## История выступлений
| Сезон                                      | Название клуба | Лига | Лига                             | Лига        | Лига | Лига | Лига | Лига | Лига | Лига | Лига  | Кубок       | Ист. |
| Сезон                                      | Название клуба | У    | Дивизион                         | Место       | И    | В    | Н    | П    | МЗ   | МП   | О     | Кубок       | Ист. |
| ------------------------------------------ | -------------- | ---- | -------------------------------- | ----------- | ---- | ---- | ---- | ---- | ---- | ---- | ----- | ----------- | ---- |
| Первенство Украинской ССР среди команд КФК |                |      |                                  |             |      |      |      |      |      |      |       |             |      |
| 1984                                       | Бажановец      | КФК  | УССР 6 зона                      | 4 из 8      | 14   | 5    | 3    | 6    | 16   | 12   | 13    | —           | [5]  |
| 1986                                       | Бажановец      | КФК  | УССР 4 зона                      | 6 из 8      | 14   | 3    | 4    | 7    | 16   | 23   | 10    | —           | [6]  |
| 1987                                       | Бажановец      | КФК  | УССР 6 зона                      | 10 из 10    | 18   | 1    | 5    | 12   | 9    | 26   | 7     | —           | [7]  |
| 1989                                       | Бажановец      | КФК  | УССР 6 зона                      | 10 из 13    | 24   | 7    | 4    | 13   | 19   | 38   | 18    | —           | [8]  |
| Чемпионат Украины                          |                |      |                                  |             |      |      |      |      |      |      |       |             |      |
| 1992                                       | Бажановец      | IІІ  | Переходная лига Вторая подгруппа | 1 из 9      | 16   | 10   | 3    | 3    | 25   | 8    | 23    | —           |      |
| 1992/93                                    | Бажановец      | IІІ  | Вторая лига                      | 8 из 18     | 34   | 11   | 11   | 12   | 38   | 45   | 33    | 1/64 финала |      |
| 1993/94                                    | Бажановец      | IІІ  | Вторая лига                      | 2 из 22     | 42   | 25   | 7    | 10   | 83   | 44   | 57    | 1/64 финала |      |
| 1994/95                                    | Бажановец      | IІ   | Первая лига                      | 13 из 22    | 42   | 16   | 7    | 19   | 52   | 57   | 55    | 1/32 финала |      |
| 1995/96                                    | Шахтёр         | IІ   | Первая лига                      | 9 из 22     | 42   | 19   | 7    | 16   | 63   | 55   | 64    | 1/32 финала |      |
| 1996/97                                    | Шахтёр         | IІ   | Первая лига                      | 16 из 24    | 46   | 15   | 11   | 20   | 55   | 62   | 56    | 1/32 финала |      |
| 1997/98                                    | Шахтёр         | IІ   | Первая лига                      | 13 из 22    | 42   | 17   | 5    | 20   | 65   | 77   | 56    | 1/16 финала |      |
| 1998/99                                    | Шахтёр         | IІ   | Первая лига                      | 20 из 20[9] | 38   | 3    | 1    | 34   | 20   | 40   | 4[10] | 1/64 финала |      |

## Трофеи

### Национальные чемпионаты

#### Украина
Первая лига:
- 9 место (1 раз): 1995/96

Вторая лига:
- Серебряный призёр (1 раз): 1993/94

Переходная лига:
- Победитель (1 раз): 1992

### Любительские соревнования
Первенство Украинской ССР среди КФК:
- 4 место в зоне (1 раз): 1984

### Региональные соревнования
Первенство Донецкой области:
- Победитель (3 раза): 1982, 1985, 1986

Кубок Донецкой области:
- Финалист (1 раз): 1987